# ホワッツ・ゴーイン・オン (曲)
「ホワッツ・ゴーイン・オン」（原題：What's Going On）は、アメリカ合衆国の歌手マーヴィン・ゲイが1971年に発表した楽曲。作詞・作曲はゲイ、アル・クリーヴランド（モータウンのスタッフ）、レナルド・ベンソン（フォー・トップスのメンバー）の3人による。

## 背景
共作者の1人ベンソンは、サンフランシスコで反戦運動を行っていた若者と警官隊の衝突を目撃し、それを元に歌詞を書き始め、クリーヴランドの協力も得るが、この時点ではタイトルは決まっていなかった。そして、この曲を聴いたゲイがタイトルを考え、歌詞を追加し、更にメロディの装飾も加えた。ゲイ自身は後年、当時の心境について、自分の周りの社会情勢とベトナム戦争に出征していた弟からの手紙から強い影響を受けたと語っている。そして、1970年6月にレコーディングが開始された。
バック・コーラスは、ゲイ自身のオーバー・ダビングに加えて、当時デトロイト・ライオンズに所属していたアメリカンフットボール選手のメル・ファー、レム・バーニーも参加した。

## リリース
レコーディング終了後、モータウンの社長ベリー・ゴーディはこの曲を嫌い、シングルのリリースを拒否した。当時モータウンの重役だったハリー・バークによれば、当時ゴーディはエドウィン・スターの「黒い戦争」やテンプテーションズの「ボールズ・オブ・コンフュージョン」といった政治的な曲のリリースを許可しており、「ホワッツ・ゴーイン・オン」が拒否された原因は政治的主張でなく「彼は単にこの曲が嫌いだったんだよ。サウンドを古臭く感じた上に、彼はディジー・ガレスピー風のスキャットを嫌っていた」とのことである。また、モータウン社内全体でも良い反応は得られなかったが、スティーヴィー・ワンダーだけはこの曲を擁護したという。しかし、ゴーディがダイアナ・ロスの売り出しに注力していた隙を突いて、バークの判断によりシングルのリリースが決行された。

## 反響
初回プレス盤10万枚はすぐに売り切れ、ゴーディも考えを改めて再プレスの指示を出した。そして、アメリカではBillboard Hot 100で3週にわたり2位、『ビルボード』のR&Bシングル・チャートで5週にわたり1位となり、当時のモータウンとしては最速の売り上げを記録した。
当時イギリスではヒットしなかったが、1983年11月26日付の全英シングルチャートで初登場を果たし、4週トップ100入りして最高80位を記録している。

## 評価
「ローリング・ストーンの選ぶオールタイム・グレイテスト・ソング500」では、アフリカ系アメリカ人のミュージシャンの曲としては最高の4位にランク・インした。また、イギリスの雑誌『ニュー・ステイツマン』が2010年に選出した「トップ20ポリティカル・ソングス」では15位となった。

## 他メディアでの使用例
「ホワッツ・ゴーイン・オン」は『ジェイコブス・ラダー』（1990年公開）、『ガール・ネクスト・ドア』（2004年公開）、『オーシャンズ12』（2004年公開）、『フライト』（2012年公開）といった映画のサウンドトラックで使用された。
この他、日本では三菱・ディアマンテ（2代目、1999年）のCM曲としても使用された。

## カヴァー

### シンディ・ローパーによるカヴァー
シンディ・ローパーは1986年のアルバム『トゥルー・カラーズ』で「ホワッツ・ゴーイン・オン」のカヴァーを発表した。エイドリアン・ブリューがアレンジとギターで参加している。
1987年にはシングル・カットされ、Billboard Hot 100で12位、『ビルボード』のアダルト・コンテンポラリー・チャートでは29位を記録した。また、シェップ・ペティボーンのリミックスによるクラブ・ヴァージョン、ロング・ヴァージョン、インストゥルメンタルを収録した12インチ・シングルもリリースされ、『ビルボード』のマキシ・シングル・チャートで7位、クラブ・プレイ・シングル・チャートで17位を記録した。

### オールスター・トリビュートによるカヴァー
U2のボノがエイズの研究および被害者救済を目的としたチャリティ・シングルの制作を提案し、2001年9月5日から7日にかけて、ジャーメイン・デュプリのプロデュースにより、多数のアーティストが参加した「ホワッツ・ゴーイン・オン」のカヴァーがレコーディングされた。しかし、レコーディング後にアメリカ同時多発テロ事件が勃発したのを受けて、エイズとテロ被害支援の両方を目的としたチャリティ・プロジェクトに変更される。
最終的には、オールスター・トリビュート名義の9曲入りEPとして発売された。また、「デュプリ・オリジナル・ミックス」と「フレッド・ダースト・リアリティ・チェック・ミックス」の2曲のみ収録したシングルCDや、「ロンドン・ヴァージョン」を追加した3曲入りCDシングルも存在する。
EPはBillboard 200で18位、シングルはBillboard Hot 100で27位を記録している。

#### 収録曲
1. デュプリ・オリジナル・ミックス - "What's Going On" (Dupri Original Mix) - 4:20
2. ロンドン・ヴァージョン - "What's Going On" (The London Version) - 3:57
3. モービー・ヴァージョン "What's Going On" (Moby's Version) - 4:36
4. フレッド・ダースト・リアリティ・チェック・ミックス - "What's Going On" (Fred Durst's Reality Check Mix) - 5:15
5. マンジーニ／ポップ・ロックス・ミックス - "What's Going On" (Mangini/Pop Rox Mix) - 5:49
6. ミック・グザウスキ・ポップ・ミックス "What's Going On" (Mick Guzauski's Pop Mix) - 4:09
7. デュプリ・R&B・ミックス - "What's Going On" (Dupri R&B Mix) - 4:45
8. ネプチューンズ・ティス・ワンズ・フォー・ユー・ミックス - "What's Going On" (The Neptunes This One's for You Mix) - 5:00
9. ジュニア・ヴァスケス・クラブ・ミックス - "What's Going On" (Junior Vasquez's Club Mix) - 9:37

#### 参加アーティスト
CDジャケットの記載に準拠。
- クリスティーナ・アギレラ
- バックストリート・ボーイズ
- メアリー・J.ブライジ
- ボノ
- デスティニーズ・チャイルド
- ジャーメイン・デュプリ
- フレッド・ダースト
- イヴ
- ペリー・ファレル
- ネリー・ファータド
- ノーナ・ゲイ

- ダレン・ヘイズ
- ジャ・ルール
- ジャギド・エッジ
- アリシア・キーズ
- アーロン・ルイス
- リル・キム
- ジェニファー・ロペス
- クリス・マーティン
- パット・モナハン
- モニカ

- ナズ
- ネリー
- イン・シンク
- パフ・ダディ
- T-ボズ & チリ
- ブリトニー・スピアーズ
- グウェン・ステファニー
- マイケル・スタイプ
- アッシャー
- スコット・ウェイランド

### その他の主なカヴァー
- ハービー・マン - アルバム『プッシュ・プッシュ』（1971年）に収録[25]。
- クインシー・ジョーンズ - アルバム『スマックウォーター・ジャック』（1971年）に収録[26]。
- ローランド・カーク - アルバム『ブラックナス』（1972年）に、同じくマーヴィン・ゲイの曲である「マーシー・マーシー・ミー」とのメドレーとして収録[27]。
- ダニー・ハサウェイ - 『ライヴ』（1972年）に収録。
- 岡沢章 - アルバム『ギリシャについて書かれた本』（1973年）に収録（邦題「愛のゆくえ」）。
- オフコース - ライブで歌唱。ライブ・アルバム『秋ゆく街で ⁄ オフ・コース・ライヴ・イン・コンサート』（1974年）に収録。
- ジェシ・コリン・ヤング - アルバム『On the Road』（1976年）に収録。「マーシー・マーシー・ミー」とのメドレー[28]。
- ウェザー・リポート - アルバム『スポーティン・ライフ』（1985年）に収録。
- 柄本明 - アルバム『What’s happening!』（1986年）に収録。
- 山下達郎 - ライブにて「蒼氓（そうぼう）」の中で、この曲の一節を歌唱。ライブ・アルバム『JOY –TATSURO YAMASHITA LIVE–』（1989年）に収録。
- ダリル・ホール&ジョン・オーツ - ベスト・アルバム『ザ・ベスト・オブ・タイムス〜グレイテスト・ヒッツ』（1995年）にライブ音源を収録。
- スピーチ（元アレステッド・ディベロプメント） - 『スピーチ』（1996年）に「ライク・マーヴィン・ゲイ・セッド(ホワッツ・ゴーイング・オン)」として改作したカバーを収録。
- チャカ・カーン - 2002年のドキュメンタリー映画『永遠のモータウン』で歌唱。この曲でグラミー賞最優秀トラディショナルR&Bボーカル・パフォーマンス賞を受賞した[29]。
- 沢知恵 - 『いいうたいろいろ5 英語のいいうた』（2004年）に収録。
- クレア・リトリー - 2007年に配信シングルとして発表。
- 1991 TOKYO × JAMAICA SUMMIT - 「ホワッツ・ゴーイン・オン」のレゲエバージョン（吉田美奈子プロデュース：スライ＆ロビー等が参加で1991年録音）を2008年に発表。
- EXILE ATSUSHI - ライブで歌唱。映像作品『EXH SPECIAL EXILE ATSUSHI PREMIUM LIVE SOLO』（2010年）、アルバム『Music』（2014年）初回生産限定豪華盤に付属のBlu-ray/DVDに収録された。
- シール - カヴァー・アルバム『ソウル2』（2012年）に収録。